# Vincent Burek
Vincent Burek (ur. 18 lipca 1920 w Rudzie, zm. 21 grudnia 1975 w Ziegenhain) – niemiecki malarz i grafik.

## Życiorys
Od roku 1936 do 1939 studiował we Wrocławiu. Już jako 18-latek zdobył stypendium. Po wybuchu wojny wrócił do Niemiec. Jako żołnierz, wrócił do Rosji, gdzie został złapany w Stalingradzie, i został wywieziony do niewoli w góry Ural, pozostał tam aż do końca wojny. Po wojnie pracował jako ilustrator dla pisma "Horyzont" w Berlinie. W 1947 roku Vincent Burek zamieszkał w Hesji w Ziegenhain, gdzie założył w 1951 roku, grupę artystów "Neue Schwalm". W latach 1955–1970 namalował wiele dekoracji w budynkach użyteczności publicznej. Był założycielem i dyrektorem gabinetu sztuki w Muzeum Schwalm. Zmarł w 1975 roku.